# Викуке
Викуке е една от 13-те административни области на Източен Тимор. Населението ѝ е 76 033 жители (по преброяване от юли 2015 г.), а площта 1873 кв. км. Намира се в часова зона UTC+9. ISO 3166 кодът ѝ е TL-VI.